# Stadio Odense
Il TRE-FOR Park (fino al 3 maggio 2010 conosciuto come Fionia Park) è lo stadio dell'Odense Boldklub e dell'FC Fyn. Ha una capacità di 15.633 persone.
Nello stadio si sono svolti anche due concerti: il primo di Elton John, il 24 giugno 2007; il secondo di Roger Waters, il 13 maggio 2008.